# Гуняшев, Александр Николаевич
Александр Николаевич Гуняшев (род. 22 декабря 1959, Челябинск-40) — советский тяжелоатлет, двукратный чемпион СССР (1986, 1988), чемпион Европы (1985), призёр чемпионата мира (1985), шестикратный рекордсмен мира. Мастер спорта СССР международного класса.

## Биография
Александр Гуняшев родился 22 декабря 1959 года в закрытом городе Челябинск-40 (ныне Озёрск). Начал заниматься тяжёлой атлетикой в возрасте 12 лет под руководством Анатолия Дмитриева. В декабре 1983 года выиграл Кубок СССР, установив по ходу этих соревнований мировые рекорды в рывке и по сумме упражнений. 
В 1984 году переехал в Таганрог, где продолжил тренироваться у Давида Ригерта. В 1985 году стал чемпионом Европы и серебряным призёром чемпионата мира. В 1986 году завоевал звание чемпиона СССР, в 1988 году повторил этот успех, однако не был включён в сборную СССР на Олимпийских играх в Сеуле, после чего принял решение завершить свою спортивную карьеру.

## Семья
- Сергей Гуняшев (1965—2002) — брат, советский тяжелоатлет, чемпион СССР (1990), призёр чемпионата Европы (1991).